# لوغان (فلم)
لوغان (بالإنجليزية: Logan) هو فيلم بطل أمريكي عام 2017 من بطولة هيو جاكمان باعتباره الشخصية الفخارية. إنه الفيلم العاشر في سلسلة أفلام اكس مان والدفعة الثالثة والأخيرة في ثلاثية ولفيرين. الفيلم مستوحى من قصة الكوميديا «أولد مان لوجان» لمارك ميلار وستيف مكنيفن، والتي تدور أحداثها في مستقبل بديل، ويتتبع الفيلم ولفيرين المسن وتشارلز كزافييه الذي كان مريضًا للغاية يدافع عن متحولة شابة تدعى لورا من ريفرز الشرير. بقلم دونالد بيرس وزاندر رايس. من إخراج جيمس مانجولد، الذي شارك في كتابة السيناريو مع مايكل جرين وسكوت فرانك، من قصة مانجولد. بالإضافة إلى جاكمان، الفيلم من بطولة باتريك ستيوارت، وريتشارد إي جرانت، وبويد هولبروك، وستيفن ميرشانت، ودافني كين.
تم عرض لوجان لأول مرة في مهرجان برلين السينمائي الدولي السابع والستين في 17 فبراير 2017، وتم إصداره في الولايات المتحدة في 3 مارس 2017، في IMAX وتنسيقات قياسية. حصل الفيلم على إشادة من النقاد، مع مدح قوي لأداء جاكمان وستيوارت في أدوارهم النهائية ومثلا ولفيرين والبروفيسور اكس. أصبح الفيلم الأفضل مراجعة في امتياز اكس مان، حيث وصفه العديد من النقاد بأنه أحد أعظم أفلام الأبطال الخارقين على الإطلاق، وقد تم اختياره من قبل المجلس الوطني للمراجعة كواحد من أفضل عشرة أفلام لعام 2017 . تم ترشيحه لأفضل سيناريو مقتبس في حفل توزيع جوائز الأوسكار التسعين، ليصبح أول فيلم من أفلام الأبطال الخارقين الحية يتم ترشيحه لكتابة السيناريو. بلغ إجمالي أرباحه 619.2 مليون دولار في جميع أنحاء العالم وأصبح ثالث أعلى فيلم في فئة R في وقت صدوره.

## القصة
في عام 2029، لم يولد أي طفرات منذ 25 عامًا، ويعاني لوجان المتقدم في السن بسبب فشل قدرته على الشفاء. يعمل كسائق ليموزين في إل باسو بولاية تكساس، ويهتم مع متعقب متحولة كاليبان بتشارلز كزافييه البالغ من العمر 90 عامًا، مؤسس اكس مان، في مصنع مهجور للصهر في شمال المكسيك. يعاني اكزافير من الخرف الذي يتسبب في إصابته بنوبات توارد خواطر مدمرة أدت إلى إصابة 600 شخص وقتل العديد من رجال X في العام السابق.
يوافق لوغان على مضض على مرافقة غابرييلا لوبيز، الممرضة السابقة لشركة التكنولوجيا الحيوية الكالي ترانسيجن، وفتاة صغيرة تدعى لورا إلى ايدين، وهي ملجأ مفترض عبر الحدود. بعد العثور على غابرييلا ميتة، يواجه لوغان قاتلها دونالد بيرس، وهو رئيس الأمن في شركة ترانسيجن. يبحث بيرس عن لورا، التي اختبأت في سيارة ليموزين لوجان ولديها قوى شبيهة بقدراته. هربت هي ولوغان وكزافييه من بيرس ورافرزه، لكن تم القبض على كاليبان. ثم يعذب بيرس كاليبان ليوافق على تعقب لورا. يشاهد اكزافير ولوغان مقطع فيديو أنشأته جابريالا على هاتفها والذي يكشف أن ترانسيجن ابتكر لورا وأطفالًا آخرين من الحمض النووي المتحور ليصبحوا أسلحة. ثبت أنه من الصعب السيطرة على الأطفال وكان من المقرر إعدامهم، لكن غابرييلا وممرضات أخريات ساعدن البعض على الهرب. ثم يكشف اكزافير لـ لوغان أن لورا تم إنشاؤه من الحمض النووي لوغان، ويدعو ابنة لوغان لها. في أوكلاهوما سيتي، تكتشف لوغان أن إيدن تظهر في فيلم لورا اكس مان الهزلي وتخبرها أنه خيالي. يصل رايفيرز، لكن اكزافير يعاني من نوبة تشوه الجميع باستثناء لوغان ولورا، اللذان يقتلان المهاجمين ويحقنون اكزافير بدوائه. أثناء فرارهم، وصل الدكتور زاندر رايس، رئيس ترانسيجن، لمساعدة بيرس. يساعد لوغان ولورا واكزافير المزارع ويل مانسون وعائلته بعد حادث مروري، ويقبلون عرضًا لتناول العشاء في منزلهم، حيث يقوم لوغان بطرد منفذي القانون من مزرعة شركة. رايس يطلق العنان لـ X-24، وهو استنساخ لوغان في أوج عطائه تم إنشاؤه ليكون سلاح ترانسيجن النهائي. قتل X-24 عائلة ويل واكزافير قبل القبض على لورا. كاليبان يفجر قنابل يدوية، مما أسفر عن مقتل نفسه والعديد من الحراس، ولكن فقط جرح بيرس. تفوق X-24 على لوجان، لكن ويل يثبّت على X-24 بشاحنته قبل أن يموت متأثراً بجراحه. لوغان ولورا يهربان بجسد كزافييه. بعد دفن كزافييه، توفي لوغان. تأخذه لورا إلى طبيب وتقنعه بإثبات أن الموقع في نورث داكوتا ليس عدن. هناك، وجدوا ريكور وأطفال آخرين من ترانسيجن يستعدون للعبور إلى كندا. وجدت لورا رصاصة من مادة الأدمانتيوم احتفظ بها لوغان منذ هروبه من منشأة السلاح اكس، والتي اعتبرها ذات مرة للانتحار. يقرر لوغان عدم مرافقتهم، مما يثير فزع لورا.
عندما يقوم رايفيرز بنصب كمين للأطفال، يأخذ لوغان جرعة زائدة من مصل قدمه له ريكتور والذي يعزز بشكل مؤقت قدراته العلاجية ويعزز قوته. بمساعدة لورا، يذبح معظم رايفيرز قبل خام المصل يرتدي. بينما يحمل بيرس ريكتور تحت تهديد السلاح، أخبرت رايس لوجان، الذي قتل والد رايس منذ سنوات في منشأة السلاح اكس، أنه لم يولد أي طفرات جديدة بسبب المحاصيل المعدلة وراثيًا التي أنشأتها ترانسيجن ووزعت من خلال الإمدادات الغذائية في العالم. لوغان، بعد أن عثر على مسدس، أطلق النار على رايس وأصاب بيرس. تحارب X-24 لوغان بينما يجمع الأطفال قوتهم لقتل بيرس والقادة الباقين. يستخدم ريكتور قواه لقلب شاحنة على X-24، لكنه يحرر نفسه ويخوزق لوغان على فرع شجرة كبير. تقوم لورا بتحميل مسدس لوجان برصاصة من مادة ادامانتيوم وتطلق النار على X-24 في رأسه، مما أدى إلى مقتله.
بالقرب من الموت، تخبر لوغان لورا ألا تصبح السلاح الذي صُنعت من أجله، وبعد أن اعترفت به وهي تبكي والدها، مات بسلام بين ذراعيها. قامت لورا والأطفال بدفن لوجان، وقامت لورا بإمالة الصليب على علامة قبره لإنشاء علامة X ، لتكريمه باعتباره الأخير من اكس مان قبل أن تغادر هي والأطفال الآخرون.

## طاقم التمثيل
- هيو جاكمان: وولفرين/لوغان.
- باتريك ستيوارت: بروفيسور إكس/تشارلز إكسافيير.
- دافني كين: إكس-23/لورا كيني.
- دوريس مورغادو: ماريا.
- أليزابيث رودريغيز: جابريلا.
- ريتشارد جرانت: د.زاندر رايس.
- بويد هولبروك: دونالد بيارس.
- ستيفن ميرشانت: كاليبان.
- لورين غروس: ألاشبينيه.
- جوستين ليبورن: ريفر.
- ديفيد كالاواي: داني رودز.

## طاقم العمل
- إخراج: جيمس مانغولد.
- كتابة: جيمس مانغولد.
- منتج منفذ: ستان لي.
- سيناريو وحوار: مايكل غرين، ديفيد جيمس كيلي.
- مبتكر الشخصيات: لين واين، جون روميتا، روي توماس، جيمس مانغولد.
- تصوير: جون ماتيسون.

## وصلات خارجية
- مقالات تستعمل روابط فنية بلا صلة مع ويكي بيانات

لا توجد روابط لمواقع التواصل الاجتماعي.